# إريك سميث (لاعب كرة قدم)
اريك سميث (بالإنجليزية: Eric Smith)‏ (29 يوليو 1934 بغلاسكو في المملكة المتحدة - 1 يونيو 1991 بدبي في المملكة المتحدة) هو مدرب كرة قدم ولاعب كرة قدم بريطاني في مركز الوسط. شارك مع منتخب اسكتلندا لكرة القدم. أما مع النوادي، فقد لعب مع ليدز يونايتد ونادي سلتيك ونادي غرينوك مورتون.

## وصلات خارجية
- أريك سميث على موقع الاتحاد الإسكتلندي (الإنجليزية)
- أريك سميث على موقع قاعدة بيانات كرة القدم.إي يو (الإنجليزية)